# 齐滕 (石勒苏益格-荷尔斯泰因州)
齐滕是德国石勒苏益格－荷尔斯泰因州的一个市镇。总面积11.18平方公里，总人口1009人，其中男性496人，女性513人（2011年12月31日），人口密度90人/平方公里。